# Китайский барсук
Кита́йский барсу́к (лат. Melogale moschata) — хищное млекопитающее семейства куньих, обитающее в Юго-Восточной Азии.

## Описание
Китайский барсук очень похож на бирманского барсука, ареал которого примыкает к югу. Длина тела составляет 30—40 см, хвост длиной 10—15 см. У бирманского барсука хвост немного длиннее. Масса тела составляет примерно от 0,8 до 1,6 кг. Телосложение стройное, морда вытянутая. Цвет шерсти варьирует от чёрного до серого цвета. На голове и шее основной тёмный окрас контрастирует с белыми участками. Белые участки на голове, как правило, менее вытянуты чем у бирманского барсука. Однако, этот признак изменчив. Следующим отличительным признаком является белая полоса на затылке, которая у бирманского барсука менее выражена и обычно доходит только до плеч. Хвост светло-коричневый с белой вершиной, относительно пушистый. Когти хорошо развиты, самки имеют две пары сосков. По сравнению с бирманским барсуком зубы значительно меньше.

## Распространение
Китайский барсук обитает в южном Китае, в северной Мьянме, северо-восточной Индии, во Вьетнаме, Лаосе, а также на островах Хайнань и Тайвань. Вид не считается находящимся под угрозой, однако, о точной численности популяции не известно. Во Вьетнаме и Лаосе, где ареал бирманского барсука граничит с ареалом китайского, определение вида затруднительно.
Выделяют следующие подвиды:
- M. m. moschata (Gray, 1831): южный Китай (Гуандун, Гуанси, Гуйчжоу, Юньнань), остров Хайнань и Лаос
- M. m. ferreogrisea (Hilzheimer, 1905): Центральный Китай
- M. m. millsi (Thomas, 1922): северо-восточный Юньнань (Китай), северная Мьянма, северо-восточная Индия
- M. m. sorella (G. M. Allen, 1929): Фуцзянь (Китай)
- M. m. subaurantiaca (Swinhoe, 1862): Тайвань
- M. m. taxilla (Thomas, 1925): Вьетнам

## Образ жизни
Естественная среда обитания вида — это тропические и субтропические леса, луга и возделываемые земли. Китайский барсук питается разнообразными беспозвоночными (черви, насекомые), мелкими млекопитающими, птицами, лягушками, ящерицами, яйцами и плодами. Животные активны, прежде всего, ночью и в сумерки. Они ведут одиночный наземный образ жизни, способны, однако, влезать и на деревья. О площади участка известно мало. Исследованием, проведённым в Китае, установлено среднее значение примерно 11 га на одно животное.

## Размножение
Сезон размножения начинается в марте, детёныши появляются на свет, очевидно, в мае после периода беременности продолжительностью примерно 60—80 дней. В помёте от одного до четырёх слепых, но покрытых волосами детёнышей.